# L'Ange du bizarre
L'Ange du bizarre (The Angel of the Odd) est une nouvelle d'Edgar Allan Poe publiée pour la première fois en octobre 1844. Traduite en français par Charles Baudelaire, elle fait partie du recueil Histoires grotesques et sérieuses.

## Résumé
L’histoire suit un narrateur inconnu qui après la lecture d’un fait divers à propos d'un homme mort après avoir accidentellement aspiré la flèche d'une sarbacane dans sa gorge. Le narrateur enrage alors contre la crédulité de l'humanité prêt à donner crédit à un tel canular et il se jure de ne jamais se laisser prendre à des histoires aussi étranges.
Peu après, le narrateur fait la rencontre d’un être mystérieux dont le corps est constitué de différentes bouteilles d'alcool et parlant avec un accent allemand. Le narrateur est maltraité par le monstre et vit une suite d’aventures invraisemblables où le rêve et la réalité semblent se mélanger.
L'histoire se termine lorsque le narrateur décide que sa mauvaise fortune est une raison pour lui de mettre fin à sa vie. Il décide de se suicider en se noyant dans une rivière après avoir retiré ses vêtements (« car il n'y a aucune raison pour que nous ne puissions pas mourir comme nous sommes nés », dit-il). Mais un corbeau s'enfuit avec « la partie la plus indispensable » de ses vêtements et l'homme se lance à sa poursuite. À la suite de quoi, il tombe d'une falaise mais réussit à s'accrocher à une longue corde d'une montgolfière qui passait par là fortuitement. Il s'avère que l'aéronaute dans la montgolfière est l'Ange du bizarre. L'Ange le force à admettre que l'étrange peut vraiment se produire. Le narrateur accepte, mais il est incapable d'accomplir physiquement le serment que l'Ange du bizarre exige de lui, à cause de son bras fracturé. L'ange coupe alors la corde et l'homme tombe sur sa maison nouvellement reconstruite par la cheminée et dans la salle à manger. L'homme comprend alors qu'il s'agissait d'une punition. « Ainsi se vengea l'Ange du bizarre ». 

## Analyse
Cette histoire est d'autant plus intéressante qu'elle a été publiée six mois seulement après le grand canular de Poe, Le Canard au ballon, que beaucoup ont cru vrai malgré ses éléments étranges.
L'ange du bizarre s'exprime dans la version originale en anglais dans un dialecte inhabituel, dont le biographe de Poe, Arthur Hobson Quinn, a dit qu'il n'était parlé nulle part sur le globe. Dans la traduction française, l'Ange a un accent allemand.